# Биелина
Бие́лина (босн. , серб. и хорв. Bijeljina / Бијељина) — город в Республике Сербской в составе Боснии и Герцеговины, находится на перекрёстке путей, в близости до рек Дрина и Сава. Центр региона Биелина, главный город географического региона Семберия.
Один из центров Паннонско-Иллирийского восстания. В ранней истории сербов и славян обретает существенное значение из-за находящегося поблизости месторождения Дворови.
Недалеко от города находится этно-село Станишичи.

## История
Самые старые обнаруженные местообитания человека датируются периодом неолита — 5—4 тыс. лет до н. э., а также энеолита бронзового века и позднее.

## Население
По последней переписи населения 1991 года, в общине Биелина проживало 96 988 человек, по 60 населённым пунктам.
Национальный состав по переписи 1991 года:
- Сербы — 57 389 (59,17 %);
- Боснийцы — 30 229 (31,16 %);
- Хорваты — 492 (0,5 %);
- Югославы — 4426 (4,56 %);
- остальные — 4452 (4,61 %).

В 1971 году национальный состав был следующий:
- Сербы — 60 595 (69,78 %);
- Боснийцы — 23 343 (26,88 %);
- Хорваты — 806 (0,92 %);
- Югославы — 747 (0,86 %);
- остальные — 1336 (1,56 %).

Всего: 86 826 чел.
Во время войны в Боснии мусульманское население в своём большинстве покинуло Биелину, в то же время много сербов из других городов Боснии нашли пристанище в городе. Биелина оказала значительную помощь сербским беженцам из Сараева, Тузлы и Зеницы, а также и из других районов Боснии. Во время войны в Боснии в 1992—1995 годах Биелина была на время захвачена мусульманами.
Численность населения города по переписи 2013 года составила 45 291 человек, общины — 114 663 человека.

## Известные личности
- Саво Милошевич — футболист, игрок сборной Югославии и Сербии и Черногории.
- Лилиана Рикич, филантроп.
- Родолюб Вулович — певец.

## Города-побратимы
- Крушевац
- Русе
- Азов[3]